# 새만금호
새만금호(새萬金湖)는 전라북도 군산시, 김제시, 부안군에 있는 인공호수로, 현재 한국 최대 규모의 인공호수이다. 새만금 간척 사업에 따라 황해와 새만금 방조제에 의해 분리된 인공호수다. 매립 직전의 면적은 40,900 ㏊에 달하였으나, 갯벌 매립에 의해 2개의 호수로 나누어질 예정이다. 새만금 간척 완료 후 담수 면적은 11,800 ㏊이나, 간척 사업으로 동진강과 만경강의 하천종점이 변경되면 호수 면적은 더 줄어들게 된다.

## 항구와 어업
김제시에 거전항·심포항, 부안군에 계화항·해창항·문포항·불등항·돈지항·하리항, 군산시에 어은항·오봉항·하제항이 있었다. 현재는 어업보상 완료로 인해 내수면 어업이 불법화되어 항구 기능을 잃었으나 내수면에서 불법 조업을 하는 선박들이 있다. 지역에서는 내수면어업 한시 합법화를 요구중이다.

## 유입 하천
- 동진강
- 만경강
- 직소천
  - 백천
    - 거석천
- 대광계천
- 문수동천
- 금광천
  - 송림천
    - 등룡천
- 주상천
  - 개암천
  - 내동천
  - 소포천
  - 신기천
  - 영은천
    - 석불천